# Stanisław Głuszcz

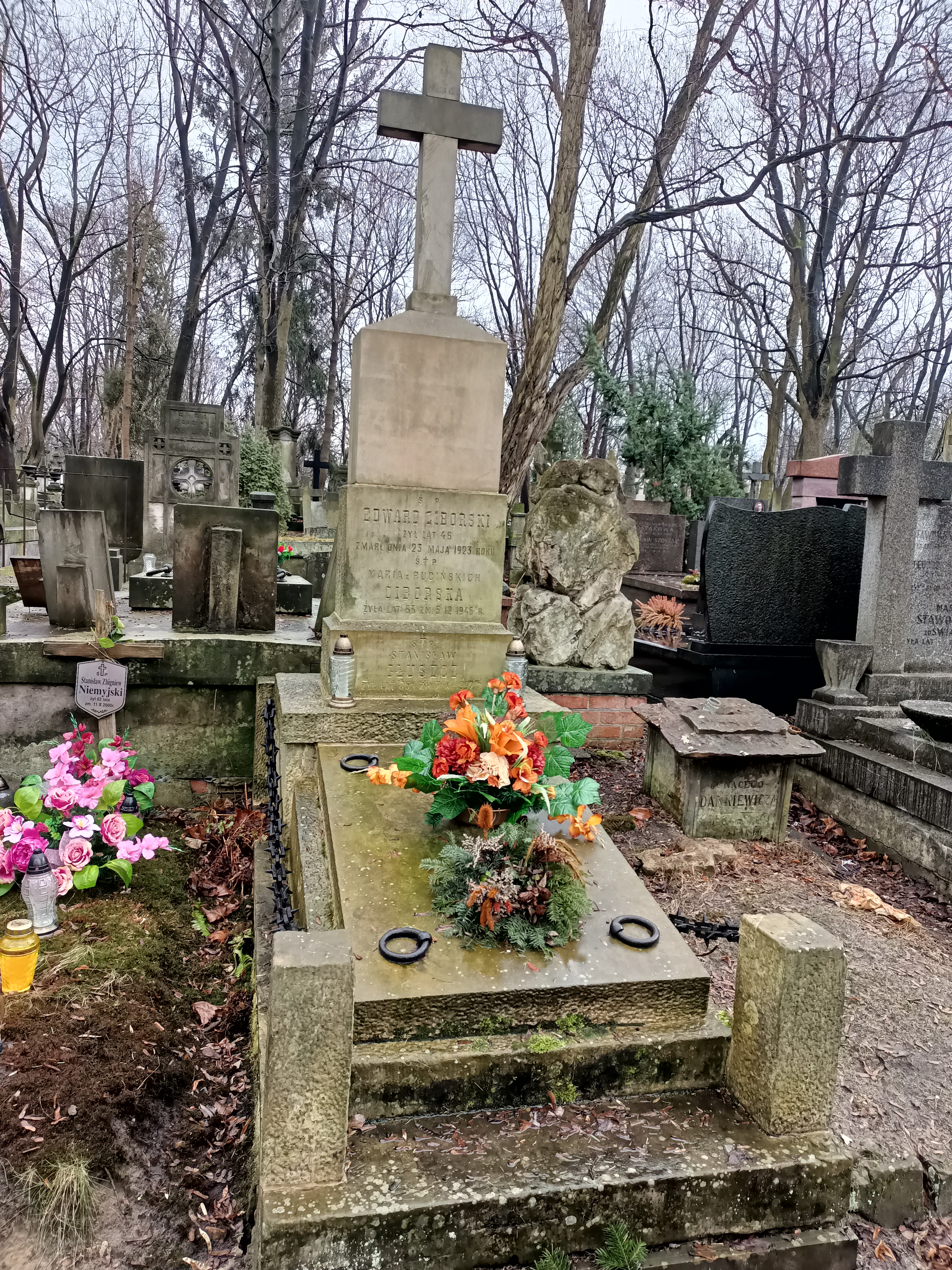
Grób Stanisława Głuszcza na Cmentarzu Powązkowskim (2023)

Stanisław Głuszcz (ur. 13 października 1906 w Lutoborach, zm. 7 października 1992 w Warszawie) – polski lekkoatleta, długodystansowiec i chodziarz, trzykrotny mistrz Polski.
Startował zarówno przed II wojną światową, jak i po niej. Przed wojną był brązowym medalistą mistrzostw Polski w biegu maratońskim w 1936, 1937 i 1938, zaś w chodzie na 50 kilometrów zajął 4. miejsce w MP w 1937.
Po wojnie został mistrzem Polski w biegu maratońskim w 1947 i 1949 oraz wicemistrzem w 1950, a w chodzie na 50 kilometrów zdobył złoty medal w 1947 i brązowy w 1949. Podczas mistrzostw w 1952 zajął w maratonie 5. miejsce w wieku blisko 46 lat.
Ustanawiał rekordy Polski w chodzie na 3 kilometry (13:04,2, 13 maja 1951, Warszawa), chodzie na 10 000 metrów (43:36,2, 16 października 1953, Warszawa) i chodzie na 30 kilometrów (1:58:52,4, 6 lipca 1946, Warszawa).
Rekordy życiowe:
- bieg na 5000 metrów – 16:58,7 (8 września 1945, Łódź)
- bieg na 10 000 metrów – 34:53,0 (7 czerwca 1936, Warszawa)
- bieg maratoński – 2:52:27,2 (21 września 1947, Olsztyn)[5][6]
- chód na 10 kilometrów – 43:36,2 (16 października 1953, Warszawa)
- chód na 20 kilometrów – 1:47:04,0 (8 sierpnia 1937, Warszawa)
- chód na 50 kilometrów – 5:10:17,0 (28 września 1949, Katowice)

Był zawodnikiem PZL Warszawa (1936-1939), BOS Warszawa (1945), Syreny Warszawa (1946-48) i Ogniwa Warszawa (1949-1954).
Był działaczem lekkoatletycznym, sędzią klasy międzynarodowej.
Został pochowany na Cmentarzu Powązkowskim w Warszawie: (kwatera M, rząd 4, grób 7). 